# Musique turkmène
 (février 2025).
Si vous disposez d'ouvrages ou d'articles de référence ou si vous connaissez des sites web de qualité traitant du thème abordé ici, merci de compléter l'article en donnant les références utiles à sa vérifiabilité et en les liant à la section « Notes et références ».

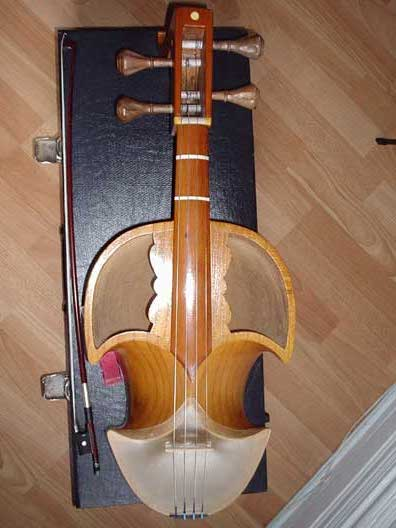
Instrument appelé Ghaychak.

La musique turkmène se situe entre celle des Azéris et celle des Turcs d'Asie centrale. D'essence pastorale, elle est rurale et jouée par des bardes nomades ; elle est très proche de la  musique kirghize et kazakhe. On y retrouve en effet le rôle éminent donné au bakhshî, un troubadour guérisseur, qui est parfois simple chanteur (accompagné au dutar), et parfois véritable chamane. Malgré la soviétisation et l'islamisation passées, cette musique ne semble guère avoir été affectée et a conservé ses traits originaux. On en retrouve aussi l'influence dans la musique iranienne folklorique.

## Musique savante
Le mukamlar, (plur. : mukam) est un répertoire instrumental savant dédié au luth dutar ou à la flûte tüÿdük. Le détail en varie selon les interprètes. On compte généralement neuf pièces maîtresses : 
- Goñurbaş mukamy, Gökdepe mukamy, Erkeklik mukamy, Aÿralyk mukamy et Mukamlarbaşy pour le dutar ;
- Hüwdi mukamy, Lotular mukamy, Gelin mukamy, Toy mukamy pour le tüÿdük.

Ce répertoire est proche de celui exécuté par les Kazakhs aux luths dombra et dutar. Bien que similaire dans sa structure aux autres formes savantes voisines (mugham, maqâm, maqôm, etc.), le mukamlar possède des caractéristiques qui lui sont propres. On en retrouve toutefois des échos ainsi le Mukamlar bashy et Meshrep sont aussi dans le muqâm des Ouïghours.

## Musique folklorique
Les bakhshy (du mongol bagsh « maître ») forment l'élément majeur de la musique turkmène. Leurs chants accompagnés au dutar ou au ghaychak s'inspirent des quatrains qoshunk du poète Magtumguly Feraghy (XVIIIe siècle). Les bakhshy destanshy colportent également les destan et l'épopée Görogly (« fils de la tombe »), composée de plus de deux cents chants dont nul ne connaît plus le répertoire entier. Les bakhshy tirmechy chantent eux des chants de courtoisie ou de patriotisme
Les musiciens professionnels sont aussi appelés sazanda (de saz, « instrument ») ; ils jouent divers répertoires régionaux pouvant durer des heures :  mukamlar, saltiklar, kırklar et navoi.

## Instruments traditionnnels
Les instruments à vent comprennent : dili tuiduk, gargy tuyduk, khyzlavuk, shuishul et tüÿdük. Les instruments à cordes comprennent : dutar et ghaychak
Les percussions comprennent : doyre, kobyz, et nagara.